# ديوتيريوم
الديوتيريوم (بالإنجليزية: Deuterium) (أو الهيدروجين -2، الرمز الكيميائي له D أو 2H، معروف أيضًا باسم الهيدروجين الثقيل) وهو الذرة التي تحتوي نواتها على بروتون واحد ونيوترون واحد وتسمى هذه الذرة بالهيدروجين الثقيل، وتسمى نواة الديوتريوم بالديوترون. وبذلك يعدّ الديوتريوم أحد النظائر الثلاثة الطبيعية للهيدروجين. حيث أن الشكل الشائع لذرة الهيدروجين هو ذرة مكونة من بروتون واحد فقط، وهذا هو النظير الأول للهيدروجين وأكثر تلك النظائر شهرة (يسمى أحياناً بالبروتيوم). وهناك نظير ثالث للهيدروجين يسمى التريشيوم (التريتيوم) وتكون نواة ذرة الهيدروجين في هذه الحالة مكونة من بروتون واحد ونيوترونين اثنين، والتريتيوم هو أثقل نظائر الهيدروجين الطبيعية وأكثرها ندرة.
يوجد الديوتريوم في الطبيعة في مياه المحيطات والبحار، حيث أن هناك ذرة ديوتريوم واحدة من بين كل 6500 ذرة هيدروجين في الطبيعة (أي 154 لكل مليون). وبعبارة أخرى فإن نسبة الهيدوجين الثقيل إلى مجمل الهيدروجين الموجود في الطبيعة هي 0.015% (أو 0.030% بالنظر إلى الكتلة).
ويعتقد أنه يمكن العثور على نسبة أكبر من الديوتريوم كلما توغلنا أكثر في عمق مياه المحيطات.
من الناحية الفيزيائية فإن الديوتريوم هو غاز في درجة الحرارة العادية، وهو نظير مستقر إشعاعياً، أي أنه ليس له عمر نصف. كتلة هذا النظير هي	2.01355321270 وحدة كتل ذرية.
يرمز للديوتريوم عادةً بالرمز D أو 2H، فمثلاً الرمز الكيميائي لجزيء الماء الثقيل هو D2O على خلاف جزيء الماء العادي والذي يرمز له بالرمز H2O. ومما يجدر ذكره أن الماء الثقيل أكثر لزوجة من الماء العادي وكثافته النسبية أعلى منه.
الديوتيريوم هو أحد نظيرين مستقرين للهيدروجين (الآخر هو البروتيوم، أو الهيدروجين -1). على نواة من الديوتريوم ذرة، ودعا الديوترون، يحتوي على واحد بروتون واحد النيوترون، في حين أن البروتيوم أكثر شيوعا الآن لا يوجد لديه النيوترونات في النواة. يحتوي الديوتيريوم على وفرة طبيعية في محيطات الأرض تبلغ ذرة واحدة تقريبًا في 6420 من الهيدروجين. وهكذا يمثل الديوتيريوم حوالي 0.02٪ (0.03٪ بالكتلة) من كل الهيدروجين الطبيعي الموجود في المحيطات، بينما يمثل البروتيوم أكثر من 99.98٪. تتغير وفرة الديوتيريوم قليلاً من نوع واحد من المياه الطبيعية إلى نوع آخر (انظر معيار فيينا يعني مياه المحيط).
اشتق اسم الديوتيريوم من الكلمة اليونانية deuteros، والتي تعني «الثانية»، للدلالة على الجسيمين اللذين يتألف منهما النواة. تم اكتشاف الديوتيريوم وتسميته في عام 1931 من قبل هارولد أوري. عندما تم اكتشاف النيوترون في عام 1932، جعل هذا التركيب النووي للديوتيريوم واضحًا، وفاز أوري بجائزة نوبل عام 1934 «لاكتشافه الهيدروجين الثقيل». بعد فترة وجيزة من اكتشاف الديوتيريوم، أنتج يوري وآخرون عينات من «الماء الثقيل» الذي كان محتوى الديوتيريوم فيه شديد التركيز.
يتم تدمير الديوتيريوم في الأجزاء الداخلية للنجوم بشكل أسرع مما يتم إنتاجه. يعتقد أن العمليات الطبيعية الأخرى تنتج كمية ضئيلة من الديوتيريوم. تم إنتاج كل الديوتيريوم الموجود في الطبيعة تقريبًا في الانفجار العظيم قبل 13.8 مليار سنة، حيث يرجع أصل النسبة الأساسية أو البدائية من الهيدروجين -1 إلى الديوتيريوم (حوالي 26 ذرة من الديوتيريوم لكل مليون ذرة هيدروجين) منذ ذلك الوقت. هذه هي النسبة الموجودة في الكواكب الغازية العملاقة، مثل كوكب المشتري. وجد تحليل نسب الديوتيريوم والبروتيوم في المذنبات نتائج مشابهة جدًا لمتوسط النسبة في محيطات الأرض (156 ذرة ديوتيريوم لكل مليون ذرة هيدروجين). هذا يعزز النظريات القائلة بأن معظم مياه المحيطات على الأرض هي من أصل مذنب. نسبة الديوتيريوم إلى البروتيوم للمذنب 67P / Churyumov-Gerasimenko، كما تم قياسها بواسطة مسبار الفضاء Rosetta، تبلغ حوالي ثلاثة أضعاف نسبة مياه الأرض. هذا الرقم هو أعلى رقم تم قياسه حتى الآن في مذنب.
وهكذا تستمر نسب الديوتيريوم والبروتيوم في أن تكون موضوعًا نشطًا للبحث في كل من علم الفلك وعلم المناخ.

## تاريخ الديوتريوم
تم اكتشاف نظير الهيدروجين الديوتريوم عام 1931 من قبل العالم الأمريكي هارولد أوري والذي استلم جائزة نوبل بالكيمياء عام 1934 على هذا الاكتشاف.

## الاختلافات عن الهيدروجين الشائع (البروتيوم)

### الرمز الكيميائي

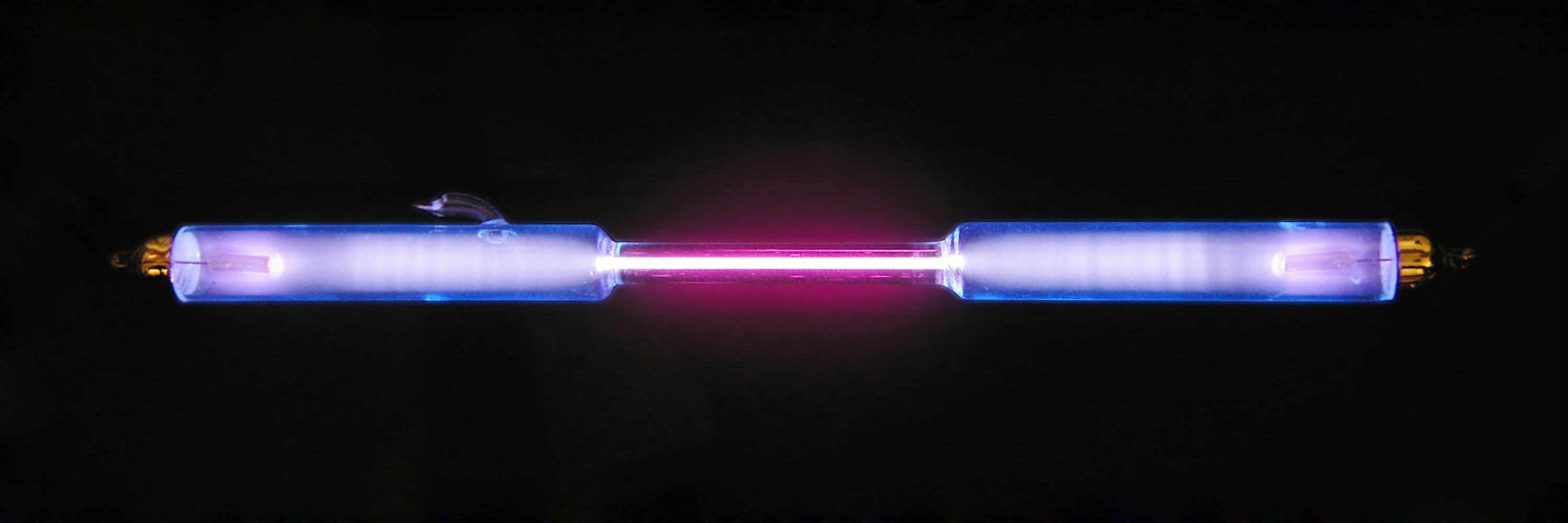
أنبوب تفريغ الديوتيريوم

كثيرًا ما يتم تمثيل الديوتيريوم بالرمز الكيميائي D. نظرًا لأنه نظير للهيدروجين برقم كتلته 2، يتم تمثيله أيضًا بالرمز 2H. يسمح IUPAC بكل من D و 2H. يتم استخدام رمز كيميائي مميز للراحة بسبب الاستخدام الشائع للنظير في العمليات العلمية المختلفة. أيضا، الفرق كتلته كبيرة مع البروتيوم (1 H) (الديوتيريوم له كتلة من 2.014102، مقارنة بمتوسط الوزن الذري للهيدروجين البالغ 1.007947 وكتلة البروتيوم 1.007825) يمنح اختلافات كيميائية غير مهملة مع المركبات المحتوية على البروتيوم، في حين أن نسب الوزن النظائري داخل العناصر الكيميائية الأخرى غير ذات أهمية إلى حد كبير في هذا الصدد.

### التحليل الطيفي
في ميكانيكا الكم، تعتمد مستويات طاقة الإلكترونات في الذرات على الكتلة المخفضة لنظام الإلكترون والنواة. بالنسبة لذرة الهيدروجين، يظهر دور الكتلة المختزلة ببساطة في نموذج بوهر للذرة، حيث تظهر الكتلة المخفضة في حساب بسيط لثابت ريدبرج ومعادلة ريدبرج، ولكن تظهر الكتلة المخفضة أيضًا في معادلة شرودنجر، ومعادلة ديراك لحساب مستويات الطاقة الذرية.
الكتلة المختزلة للنظام في هذه المعادلات قريبة من كتلة إلكترون واحد، ولكنها تختلف عنها بمقدار ضئيل يساوي تقريبًا نسبة كتلة الإلكترون إلى النواة الذرية. بالنسبة للهيدروجين، تبلغ هذه الكمية حوالي 1837/1836، أو 1.000545، وهي أصغر بالنسبة للديوتيريوم: 3671/3670، أو 1.0002725. لذلك تختلف طاقات الخطوط الطيفية للديوتيريوم والهيدروجين الخفيف (الهيدروجين -1) بنسب هذين الرقمين، وهي 1.000272. الأطوال الموجية لجميع خطوط الديوتيريوم الطيفية أقصر من الخطوط المقابلة للهيدروجين الخفيف، بمعامل 1.000272. في الملاحظة الفلكية، هذا يتوافق مع انزياح دوبلر أزرق يساوي 0.000272 ضعف سرعة الضوء، أو 81.6 كم / ثانية.
تكون الاختلافات أكثر وضوحًا في التحليل الطيفي الاهتزازي مثل مطيافية الأشعة تحت الحمراء ومطياف رامان،  وفي أطياف الدوران مثل مطيافية الميكروويف لأن الكتلة المنخفضة من الديوتيريوم أعلى بشكل ملحوظ من كتلة البروتيوم. في التحليل الطيفي بالرنين المغناطيسي النووي، يحتوي الديوتيريوم على تردد NMR مختلف تمامًا (على سبيل المثال 61 ميغاهيرتز عندما يكون البروتيوم عند 400 MHz) وهو أقل حساسية بكثير. عادة ما تستخدم المذيبات المذيبة في الرنين المغناطيسي النووي البروتيوم لمنع المذيب من التداخل مع الإشارة، على الرغم من أن الديوتيريوم NMR ممكن أيضًا.

### التركيب النووي Big Bang
يُعتقد أن الديوتيريوم قد لعب دورًا مهمًا في تحديد عدد ونسب العناصر التي تشكلت في الانفجار العظيم. من خلال الجمع بين الديناميكا الحرارية والتغيرات التي أحدثها التوسع الكوني، يمكن للمرء حساب جزء البروتونات والنيوترونات بناءً على درجة الحرارة عند النقطة التي برد فيها الكون بدرجة كافية للسماح بتكوين النوى. يشير هذا الحساب إلى سبعة بروتونات لكل نيوترون في بداية التكوّن النووي، وهي نسبة ستبقى مستقرة حتى بعد انتهاء التكوّن النووي. كان هذا الجزء لصالح البروتونات في البداية، ويرجع ذلك أساسًا إلى أن الكتلة المنخفضة للبروتون تفضل إنتاجها. مع توسع الكون، برد. النيوترونات والبروتونات الحرة أقل استقرارًا من نوى الهيليوم، وكان للبروتونات والنيوترونات سبب قوي لتكوين الهيليوم -4. ومع ذلك، فإن تكوين الهليوم -4 يتطلب خطوة وسيطة لتكوين الديوتيريوم.
خلال معظم الدقائق القليلة التي أعقبت الانفجار العظيم والتي من الممكن أن يحدث خلالها التخليق النووي، كانت درجة الحرارة مرتفعة بما يكفي لأن متوسط الطاقة لكل جسيم كان أكبر من طاقة الارتباط للديوتيريوم المرتبط بشكل ضعيف لذلك تم تدمير أي ديوتيريوم تم تكوينه على الفور. يُعرف هذا الوضع باسم عنق الزجاجة للديوتيريوم . أدى عنق الزجاجة إلى تأخير تكوين أي هيليوم -4 حتى أصبح الكون باردًا بدرجة كافية لتكوين الديوتيريوم (عند درجة حرارة تعادل 100 كيلو فولت تقريبًا). في هذه المرحلة، كان هناك انفجار مفاجئ في تكوين العنصر (الديوتيريوم الأول، والذي اندمج على الفور مع الهيليوم). ومع ذلك، بعد ذلك بوقت قصير جدًا، بعد عشرين دقيقة من الانفجار العظيم، أصبح الكون باردًا جدًا بحيث لا يمكن حدوث أي اندماج نووي وتخليق نووي إضافي. في هذه المرحلة، كانت وفرة العناصر ثابتة تقريبًا، مع التغيير الوحيد حيث تتحلل بعض المنتجات المشعة للتخليق النووي للانفجار العظيم (مثل التريتيوم). إن عنق زجاجة الديوتيريوم في تكوين الهيليوم، جنبًا إلى جنب مع عدم وجود طرق مستقرة للاندماج مع الهيدروجين أو مع نفسه (لا توجد نوى مستقرة بأعداد كتلتها خمسة أو ثمانية) تعني أن كمية ضئيلة من الكربون، أو أي عناصر أثقل من الكربون، تشكلت في الانفجار العظيم. وبالتالي تتطلب هذه العناصر تكوين النجوم. في الوقت نفسه، ضمن فشل الكثير من التكوُّن النووي أثناء الانفجار العظيم أنه سيكون هناك الكثير من الهيدروجين في الكون المتأخر متاحًا لتكوين نجوم طويلة العمر، مثل شمسنا.

### وفرة
يوجد الديوتيريوم بكميات ضئيلة بشكل طبيعي مثل غاز الديوتيريوم، يكتب بالصيغة 2H 2 or D2، ولكن معظم الذرات الموجودة بشكل طبيعي في الكون مرتبطة بـ 1 نموذجي 1H ذرة، غاز يسمى ديوتريد الهيدروجين (HD أو 2H1H).
إن وجود الديوتيريوم على الأرض، في أماكن أخرى من النظام الشمسي (كما أكدته مسابر الكواكب)، وفي أطياف النجوم، هو أيضًا مرجع مهم في علم الكونيات. يعمل إشعاع جاما الناتج عن الاندماج النووي العادي على تفكيك الديوتيريوم إلى بروتونات ونيوترونات، ولا توجد عمليات طبيعية معروفة بخلاف عملية التخليق النووي للانفجار العظيم، والتي ربما تكون قد أنتجت الديوتيريوم في أي شيء قريب من وفرته الطبيعية المرصودة. يتم إنتاج الديوتيريوم عن طريق الانحلال العنقودي النادر، والامتصاص العرضي للنيوترونات التي تحدث بشكل طبيعي بواسطة الهيدروجين الخفيف، ولكن هذه مصادر تافهة. يُعتقد أن هناك القليل من الديوتيريوم في باطن الشمس والنجوم الأخرى، حيث إن تفاعلات الاندماج النووي التي تستهلك الديوتيريوم في درجات الحرارة هذه تحدث بشكل أسرع بكثير من تفاعل البروتون والبروتون الذي ينتج الديوتيريوم. ومع ذلك، يظل الديوتيريوم موجودًا في الغلاف الجوي الخارجي للشمس عند نفس التركيز تقريبًا كما هو الحال في كوكب المشتري، وربما لم يتغير هذا منذ نشأة النظام الشمسي. يبدو أن الوفرة الطبيعية للديوتيريوم هي جزء مشابه جدًا من الهيدروجين، أينما وجد الهيدروجين، ما لم تكن هناك عمليات واضحة في العمل تعمل على تركيزه.
إن وجود الديوتيريوم عند جزء بدائي منخفض ولكنه ثابت في كل الهيدروجين هو أحد الحجج الأخرى المؤيدة لنظرية الانفجار العظيم على نظرية الحالة الثابتة للكون. يصعب تفسير النسب المرصودة من الهيدروجين إلى الهيليوم إلى الديوتيريوم في الكون إلا باستخدام نموذج الانفجار العظيم. تشير التقديرات إلى أن وفرة الديوتيريوم لم تتطور بشكل ملحوظ منذ إنتاجها قبل حوالي 13.8 مليار سنة. تُظهر قياسات الديوتيريوم في مجرة درب التبانة من التحليل الطيفي فوق البنفسجي نسبة تصل إلى 23 ذرة من الديوتيريوم لكل مليون ذرة هيدروجين في السحب الغازية غير المضطربة، والتي تقل بنسبة 15٪ فقط عن النسبة الأولية المقدرة لـ WMAP بحوالي 27 ذرة لكل مليون من Big انفجار. تم تفسير هذا على أنه يعني أنه تم تدمير كمية أقل من الديوتيريوم في تكوين النجوم في مجرتنا مما كان متوقعًا، أو ربما تم تجديد الديوتيريوم من خلال سقوط كبير من الهيدروجين البدائي من خارج المجرة. في الفضاء على بعد بضع مئات من السنين الضوئية من الشمس، تبلغ وفرة الديوتيريوم 15 ذرة فقط لكل مليون، ولكن من المفترض أن تتأثر هذه القيمة بالامتزاز التفاضلي للديوتيريوم على حبيبات غبار الكربون في الفضاء بين النجوم.
تم قياس وفرة الديوتيريوم في الغلاف الجوي لكوكب المشتري مباشرة بواسطة مسبار جاليليو الفضائي حيث بلغ 26 ذرة لكل مليون ذرة هيدروجين. وجدت ملاحظات ISO-SWS 22 ذرة لكل مليون ذرة هيدروجين في كوكب المشتري. ويعتقد أن هذه الوفرة تمثل نسبة قريبة من نسبة النظام الشمسي البدائية. يمثل هذا حوالي 17٪ من نسبة الديوتيريوم الأرضية إلى الهيدروجين التي تبلغ 156 ذرة ديوتيريوم لكل مليون ذرة هيدروجين.
تم قياس الأجسام المذنبة مثل Comet Hale-Bopp وHalley's Comet لاحتواء المزيد نسبيًا من الديوتيريوم (حوالي 200 ذرة D لكل مليون هيدروجين)، وهي النسب المخصبة فيما يتعلق بنسبة السديم الأولية المفترضة، ربما بسبب التسخين، والتي هي مماثلة للنسب الموجودة في مياه البحر على الأرض. يؤكد القياس الأخير لكميات الديوتيريوم البالغة 161 ذرة د لكل مليون هيدروجين في المذنب 103P / هارتلي (وهو كائن سابق في حزام كايبر)، وهي نسبة تكاد تقارب تلك الموجودة في محيطات الأرض، على النظرية القائلة بأن المياه السطحية للأرض قد تكون مشتقة إلى حد كبير من المذنب. في الآونة الأخيرة، تبلغ نسبة الديوتيريوم والبروتيوم (D-H) البالغة 67P / Churyumov-Gerasimenko كما تم قياسها بواسطة Rosetta حوالي ثلاثة أضعاف نسبة مياه الأرض، وهو رقم مرتفع. وقد تسبب هذا في اهتمام متجدد بالاقتراحات بأن مياه الأرض قد تكون جزئية من أصل كويكب.
وقد لوحظ أن الديوتيريوم أيضًا أنه يتركز على متوسط الوفرة الشمسية في الكواكب الأرضية الأخرى، ولا سيما المريخ والزهرة.

### إنتاج
يتم إنتاج الديوتيريوم للأغراض الصناعية والعلمية والعسكرية، عن طريق البدء بالماء العادي - جزء صغير منه عبارة عن ماء ثقيل طبيعي - ثم فصل الماء الثقيل عن طريق عملية كبريتيد جيردلر، أو التقطير، أو طرق أخرى.
من الناحية النظرية، يمكن إنشاء الديوتيريوم للماء الثقيل في مفاعل نووي، لكن الفصل عن الماء العادي هو أرخص عملية إنتاج بكميات كبيرة.
كانت شركة Atomic Energy of Canada Limited المورد الرئيسي للديوتيريوم في العالم حتى عام 1997، عندما تم إغلاق آخر محطة للمياه الثقيلة. تستخدم كندا الماء الثقيل كوسيط نيوتروني لتشغيل تصميم مفاعل CANDU.
منتج رئيسي آخر للمياه الثقيلة هي الهند. جميع محطات الطاقة الذرية في الهند باستثناء محطة واحدة هي مصانع تعمل بالماء الثقيل المضغوط، والتي تستخدم اليورانيوم الطبيعي (أي غير المخصب). الهند لديها ثمانية مصانع للمياه الثقيلة، سبعة منها قيد التشغيل. ستة مصانع، خمسة منها قيد التشغيل، تعتمد على تبادل D - H في غاز الأمونيا. يستخرج النباتان الآخران الديوتيريوم من المياه الطبيعية في عملية تستخدم غاز كبريتيد الهيدروجين تحت ضغط مرتفع.
بينما تتمتع الهند بالاكتفاء الذاتي من الماء الثقيل لاستخدامها الخاص، فإن الهند تصدر الآن أيضًا الماء الثقيل من فئة المفاعلات.

## الخصائص

### الخصائص الفيزيائية
يمكن أن تظهر الخصائص الفيزيائية لمركبات الديوتيريوم تأثيرات نظيرية حركية كبيرة واختلافات في الخصائص الفيزيائية والكيميائية الأخرى من نظائر البروتيوم. D 2 O، على سبيل المثال، أكثر لزوجة من H 2 O.  كيميائيًا، توجد اختلافات في طاقة الرابطة وطول مركبات نظائر الهيدروجين الثقيلة مقارنة بالبروتيوم، والتي تكون أكبر من الاختلافات النظيرية في أي عنصر آخر. الروابط التي تحتوي على الديوتيريوم والتريتيوم أقوى إلى حد ما من الروابط المقابلة في البروتيوم، وهذه الاختلافات كافية لإحداث تغييرات كبيرة في التفاعلات البيولوجية. تهتم شركات الأدوية بحقيقة أن إزالة الديوتيريوم من الكربون أصعب من إزالة البروتيوم.
يمكن للديوتيريوم أن يحل محل البروتيوم في جزيئات الماء لتكوين ماء ثقيل (D 2 O)، والذي يكون أكثر كثافة بنسبة 10.6٪ من الماء العادي (بحيث يغرق الثلج المصنوع منه في الماء العادي). يعتبر الماء الثقيل سامًا بشكل طفيف في الحيوانات حقيقية النواة، حيث يتسبب استبدال 25٪ من ماء الجسم بمشاكل انقسام الخلايا والعقم، كما يتسبب الاستبدال بنسبة 50٪ في الوفاة بسبب المتلازمة السامة للخلايا (فشل نخاع العظم وفشل البطانة المعدية المعوية). ومع ذلك، يمكن للكائنات بدائية النواة أن تعيش وتنمو في الماء الثقيل النقي، على الرغم من أنها تتطور ببطء. على الرغم من هذه السمية، فإن استهلاك الماء الثقيل في الظروف العادية لا يشكل خطراً على صحة الإنسان. تشير التقديرات إلى أن 70 كيلوغرام (154 رطل) قد يشرب الشخص 4.8 لتر (1.3 غال-أمريكي) من الماء الثقيل دون عواقب وخيمة. جرعات صغيرة من الماء الثقيل (بضعة جرامات في البشر، تحتوي على كمية من الديوتيريوم مماثلة لتلك الموجودة عادة في الجسم) تستخدم بشكل روتيني كمتتبع أيضي غير ضار في البشر والحيوانات.

### خصائص الكم
الديوترون لديه لف مغزلي +1 («حالة ثلاثية») وبالتالي فهو بوزون. يختلف تردد الديوتيريوم بالرنين المغناطيسي النووي اختلافًا كبيرًا عن الهيدروجين الخفيف الشائع. كما يميز التحليل الطيفي بالأشعة تحت الحمراء بسهولة العديد من المركبات المفسدة، بسبب الاختلاف الكبير في تردد امتصاص الأشعة تحت الحمراء الذي يظهر في اهتزاز رابطة كيميائية تحتوي على الديوتيريوم، مقابل الهيدروجين الخفيف. يمكن أيضًا التمييز بين نظيرين مستقرين للهيدروجين باستخدام مطياف الكتلة.
بالكاد يرتبط نواة الديوتيرون الثلاثية عند E B = 2.23، ولا ترتبط أي من حالات الطاقة الأعلى. الديوترون المفرد هو حالة افتراضية، مع طاقة ربط سلبية تبلغ 60 . لا يوجد مثل هذا الجسيم المستقر، لكن هذا الجسيم الافتراضي موجود بشكل عابر أثناء الانتثار غير المرن للنيوترون والبروتون، وهو ما يمثل المقطع العرضي الكبير غير المعتاد لتشتت النيوترونات من البروتون.

### الخصائص النووية (الديوترون)

#### كتلة الديوترون ونصف قطرها
تسمى نواة الديوتيريوم ديوترون. لديه كتلة من 2.013553212745(40) (ما يزيد قليلاً عن 1.875).
يبلغ نصف قطر شحنة 2.12799(74).
مثل نصف قطر البروتون، تنتج القياسات باستخدام الديوتيريوم الميوني نتيجة أصغر: 2.12562(78).

#### الدوران والطاقة
الديوتيريوم هو واحد من خمسة نويدات مستقرة تحتوي على عدد فردي من البروتونات وعدد فردي من النيوترونات. فمعظم النوى الفردية-الفردية غير مستقرة فيما يتعلق بتحلل بيتا، لأن نواتج الاضمحلال متساوية، وبالتالي فهي مرتبطة بقوة أكبر، بسبب تأثيرات الاقتران النووي. ومع ذلك، يستفيد الديوتيريوم من اقتران البروتون والنيوترون بحالة المغزلي -1، مما يعطي جاذبية نووية أقوى؛ لا توجد حالة السبين -1 المقابلة في نظام ثنائي النيوترون أو ثنائي البروتون، بسبب مبدأ استبعاد باولي الذي قد يتطلب واحدًا أو جسيمًا متطابقًا آخر له نفس السبين للحصول على عدد كمي مختلف آخر، مثل المداري الزخم الزاوي. لكن الزخم الزاوي المداري لأي جسيم يعطي طاقة ربط أقل للنظام، ويرجع ذلك أساسًا إلى زيادة مسافة الجسيمات في التدرج الحاد للقوة النووية. في كلتا الحالتين، وهذا يتسبب في diproton وdineutron نواة ليكون غير مستقر.
يمكن فصل البروتون والنيوترون المكونين للديوتيريوم من خلال تفاعلات التيار المحايد مع النيوترينوات. المقطع العرضي لهذا التفاعل كبير نسبيًا، وتم استخدام الديوتيريوم بنجاح كهدف للنيوترينو في تجربة مرصد Sudbury Neutrino.
يحتوي الديوتيريوم ثنائي الذرة (D 2) على أيزومرات دوران أورثو وبارا نووي مثل الهيدروجين ثنائي الذرة، ولكن مع وجود اختلافات في عدد وتعداد حالات الدوران ومستويات الدوران، والتي تحدث لأن الديوتيرون هو بوزون له دوران نووي يساوي واحدًا.

### الكتلة والخصائص النووية
نظرًا للتشابه في الكتلة والخصائص النووية بين البروتون والنيوترون، يُنظر إليهما أحيانًا على أنهما نوعان متماثلان من نفس الكائن، وهو nucleon. في حين أن البروتون فقط لديه شحنة كهربائية، فإن هذا غالبًا ما يكون ضئيلًا بسبب ضعف التفاعل الكهرومغناطيسي بالنسبة للتفاعل النووي القوي. يُعرف التناظر المتعلق بالبروتون والنيوترون باسم isospin ويُشار إليه بـ I (أو أحيانًا T).
Isospin (لف نظائري) هو تناظر (SU (2، مثل الدوران العادي، لذا فهو مشابه تمامًا له. البروتون والنيوترون، كل واحدة منها لديها ايزو تدور، تشكل صدرة isospin (مماثلة إلى صدرة تدور)، مع «القاعدة» دولة (↓) كونه النيوترون و«حتى» الدولة (↑) كونه بروتون. زوج من النيوكليونات يمكن أن يكون إما في حالة غير متناظرة من isospin تسمى القميص، أو في حالة متماثلة تسمى ثلاثي. فيما يتعلق بالحالة «السفلية» و «الأعلى»، فإن القميص هو
{\displaystyle {\frac {1}{\sqrt {2}}}{\Big (}|{\uparrow \downarrow }\rangle -|{\downarrow \uparrow }\rangle {\Big )}.}، والتي يمكن كتابتها أيضًا : {\displaystyle {\frac {1}{\sqrt {2}}}{\Big (}|pn\rangle -|np\rangle {\Big )}.}
هذه نواة بها بروتون واحد ونيوترون واحد، أي نواة الديوتيريوم. الثلاثي هو
{\displaystyle \left({\begin{array}{ll}|{\uparrow \uparrow }\rangle \\{\frac {1}{\sqrt {2}}}(|{\uparrow \downarrow }\rangle +|{\downarrow \uparrow }\rangle )\\|{\downarrow \downarrow }\rangle \end{array}}\right)}
وبالتالي تتكون من ثلاثة أنواع من النوى، والتي من المفترض أن تكون متماثلة: نواة الديوتيريوم (في الواقع حالة شديدة الإثارة منها)، ونواة بها بروتونان، ونواة بها نيوترونان. هذه الدول ليست مستقرة.

### دالة موجية تقريبية للديوترون
يجب أن تكون الدالة الموجية للديوترون غير متماثلة إذا تم استخدام تمثيل الأيزوسبين (نظرًا لأن البروتون والنيوترون ليسا جسيمات متطابقة، لا يلزم أن تكون الدالة الموجية غير متماثلة بشكل عام). بصرف النظر عن isospin الخاص بهما، فإن النكليونتين لهما أيضًا توزيعات تدور ومكانية لدالتها الموجية. يكون الأخير متماثلًا إذا كان الديوترون متماثلًا في ظل التكافؤ (أي له تكافؤ «زوجي» أو «إيجابي»)، وغير متماثل إذا كان الديوترون غير متماثل تحت التكافؤ (أي له تكافؤ «فردي» أو «سلبي»). يتم تحديد التكافؤ بالكامل من خلال الزخم الزاوي المداري الكلي للنكليونين: إذا كان متساويًا، يكون التكافؤ زوجيًا (موجبًا)، وإذا كان فرديًا، يكون التكافؤ فرديًا (سلبيًا).
يعتبر الديوترون، كونه قميصًا متماثلًا، غير متماثل تحت تبادل النيوكليونات بسبب الإيزوسبين، وبالتالي يجب أن يكون متماثلًا في ظل التبادل المزدوج لللف والموقع. لذلك، يمكن أن يكون في أي من الحالتين المختلفتين التاليتين:
- الدوران المتماثل والمتماثل تحت التكافؤ. في هذه الحالة، سيضاعف تبادل النيوكليونات الدالة الموجية للديوتيريوم بمقدار (−1) من التبادل المتشابك، (+1) من التبادل الدوراني و (+1) من التكافؤ (تبادل الموقع)، بإجمالي (−1)) حسب الحاجة من أجل عدم التناسق.
- دوران غير متماثل وغير متماثل تحت التكافؤ. في هذه الحالة، سيضاعف تبادل النيوكليونات دالة موجة الديوتيريوم بمقدار (−1) من التبادل المتشابك، (1) من التبادل الدوراني و (1) من التكافؤ (تبادل الموقع)، مرة أخرى بإجمالي (- 1) حسب الحاجة للتناظر.

في الحالة الأولى الديوترون هو الثلاثي الدوران، وذلك أن لها مجموعه تدور الصورة هو 1. كما أن لها تكافؤًا متساويًا وبالتالي حتى الزخم الزاوي المداري l ؛ كلما انخفض الزخم الزاوي المداري، انخفضت طاقته. لذلك، فإن أقل حالة طاقة ممكنة لها s = 1، l = 0 .
في الحالة الثانية الديوترون هو القميص الدوران، وذلك أن لها مجموعه تدور الصورة هي 0. كما أن لها تماثلًا فرديًا وبالتالي زخمًا زاويًا مداريًا فرديًا l. لذلك، فإن أقل حالة طاقة ممكنة لها s = 0، l = 1 .
نظرًا لأن s = 1 يعطي جاذبية نووية أقوى، فإن الحالة الأرضية للديوتيريوم تكون في الحالة s =1، l = 0 .
تؤدي نفس الاعتبارات إلى الحالات المحتملة لثلاثي متساوي الدوران يكون s = 0، l = even أو s = 1، l = odd . وبالتالي فإن حالة أدنى طاقة لها s = 1، l = 1، أعلى من حالة القميص المتساوي.
التحليل المقدم للتو هو في الواقع تقريبي فقط، لأن isospin ليس تناظرًا دقيقًا، والأهم من ذلك أن التفاعل النووي القوي بين النيوكليونات مرتبط بالزخم الزاوي في تفاعل الدوران-المدار الذي يمزج حالات مختلفة s و l . أي أن s و l ليسا ثابتين في الزمن (لا يتنقلان مع هاميلتونيان)، ومع مرور الوقت، قد تصبح حالة مثل s = 1، l = 0 حالة s = 1، l = 2 . التكافؤ لا يزال مستمرا في الوقت المناسب حتى هذه لا تخلط مع الدول ل غريبة (مثل s = 0 l = 1 لذلك، فإن الحالة الكمومية للديوتيريوم هي تراكب (تركيبة خطية) للحالة s = 1، l = 0 والحالة s = 1، l = 2، على الرغم من أن المكون الأول أكبر بكثير. نظرًا لأن إجمالي الزخم الزاوي j هو أيضًا رقم كمي جيد (وهو ثابت في الوقت المناسب)، يجب أن يكون لكلا المكونين نفس j، وبالتالي j = 1. هذا هو الدوران الكلي لنواة الديوتيريوم.
للتلخيص، نواة الديوتيريوم غير متماثلة من حيث الأيزوسبين، ولها دوران 1 وحتى (+1) تكافؤ. الزخم الزاوي النسبي للنويات لتر ليست واضحة المعالم، والديوترون هو تراكب في الغالب l = 0 مع بعض l = 2

### تعدد القطبية المغناطيسية والكهربائية
من أجل إيجاد العزم المغناطيسي للديوتيريوم ثنائي القطب μ نظريًا، يستخدم المرء معادلة العزم المغناطيسي النووي
{\displaystyle \mu ={\frac {1}{j+1}}{\bigl \langle }(l,s),j,m_{j}{=}j\,{\bigr |}\,{\vec {\mu }}\cdot {\vec {\jmath }}\,{\bigl |}\,(l,s),j,m_{j}{=}j{\bigr \rangle }}
مع
{\displaystyle {\vec {\mu }}=g^{(l)}{\vec {l}}+g^{(s)}{\vec {s}}}
g (l) و g (s) هي عوامل g من النيوكليونات.
نظرًا لأن البروتون والنيوترون لهما قيم مختلفة لـ g (l) و g (s)، يجب على المرء فصل مساهماتهما. يحصل كل منها على نصف الزخم الزاوي المداري للديوتيريوم {\displaystyle {\vec {l}}} وتدور {\displaystyle {\vec {s}}}. واحد يصل في
{\displaystyle \mu ={\frac {1}{j+1}}{\Bigl \langle }(l,s),j,m_{j}{=}j\,{\Bigr |}\left({\frac {1}{2}}{\vec {l}}{g^{(l)}}_{p}+{\frac {1}{2}}{\vec {s}}({g^{(s)}}_{p}+{g^{(s)}}_{n})\right)\cdot {\vec {\jmath }}\,{\Bigl |}\,(l,s),j,m_{j}{=}j{\Bigr \rangle }}
حيث يشير الرمزان p و n إلى البروتون والنيوترون، و g(l)n = 0 .
باستخدام نفس الهويات هنا وباستخدام القيمة g(l)p = 1، نصل إلى النتيجة التالية، بوحدات المغناطيس النووي μ N
{\displaystyle \mu ={\frac {1}{4(j+1)}}\left[({g^{(s)}}_{p}+{g^{(s)}}_{n}){\big (}j(j+1)-l(l+1)+s(s+1){\big )}+{\big (}j(j+1)+l(l+1)-s(s+1){\big )}\right]}
بالنسبة للحالة s = 1، l = 0 state (j = 1)، نحصل عليها{\displaystyle \mu ={\frac {1}{2}}({g^{(s)}}_{p}+{g^{(s)}}_{n})=0.879}بالنسبة إلى s = 1، l = 2 state (j = 1)، نحصل عليها
{\displaystyle \mu =-{\frac {1}{4}}({g^{(s)}}_{p}+{g^{(s)}}_{n})+{\frac {3}{4}}=0.310}
القيمة المقاسة لعزم ثنائي القطب المغناطيسي 0.857 هي 0.857، والتي تمثل 97.5٪ من 0.879تم الحصول على قيمة 0.879 ببساطة عن طريق إضافة لحظات من البروتون والنيوترون. يشير هذا إلى أن حالة الديوتيريوم هي في الواقع حالة تقريبية جيدة s = 1، l = 0، والتي تحدث مع دوران كل من النيوكليونات في نفس الاتجاه، لكن لحظاتهما المغناطيسية تنخفض بسبب اللحظة السلبية للنيوترون.
لكن الرقم التجريبي الأقل قليلاً من ذلك الناتج عن الإضافة البسيطة للبروتون ولحظات النيوترون (السالبة) يُظهر أن الديوتيريوم هو في الواقع مزيج خطي من الحالة s = 1، l = 0 مع اختلاط طفيف من s = 1، l = 2 دولة.
ثنائي القطب الكهربائي هو صفر كالمعتاد.
الرباعي الكهربائي المقاس 0.2859 هو 0.2859. في حين أن ترتيب الحجم معقول، نظرًا لأن نصف قطر الديوتيريوم بترتيب 1 فيمتومتر (انظر أدناه) وشحنته الكهربائية هي e، فإن النموذج أعلاه لا يكفي لحسابه. بشكل أكثر تحديدًا، لا يحصل الرباعي الكهربائي على مساهمة من الحالة l = 0 (وهي الحالة السائدة) ويحصل على مساهمة من مصطلح يخلط بين l = 0 و l = 2، لأن المشغل الكهربائي الرباعي يفعل لا يسافر مع الزخم الزاوي.
تكون المساهمة الأخيرة هي السائدة في حالة عدم وجود مساهمة نقية l = 0، ولكن لا يمكن حسابها دون معرفة الشكل المكاني الدقيق لوظيفة الموجات النوكليونية داخل الديوتيريوم.
لا يمكن حساب العزوم المغناطيسية والكهربائية العالية المتعددة بواسطة النموذج أعلاه، لأسباب مماثلة.

## نبذة عن التطبيقات
الاستخدام الأهم للديوتريوم هو في إنتاج الماء الثقيل والذي يستخدم بدوره في بعض المفاعلات النووية.
كما أن القدرة العالية له على إنتاج الطاقة عند إدخاله في تفاعلات نووية اندماجية تجعله أحد أفضل الخيارات التي يعول عليها العلماء لتوليد طاقة نووية نظيفة في المستقبل.
ويستفاد من الديوتريوم اليوم في إجراء الكثير من التجارب والأبحاث العلمية في مجالي الكيمياء والكيمياء الحيوية، حيث يستخدم كنظير غير مشع في تتبع الجزيئات في التفاعلات الكيميائية. وذلك لأن الديوتريوم يتصرف في التفاعلات الكيميائية تماماً كالهيدروجين العادي، ويمكن تتبع الديوتريوم وتمييزه عن الهيدروجين العادي في نهاية التجربة بسبب فارق الكتلة بينهما.
من التفاعلات النووية الإندامجية الشائعة على النجوم (بما فيها الشمس) هو اندماج أنوية ذرات الهيدروجين العادي لتكوين الديوتريوم والتريتيوم والهليوم الثلاثي والرباعي.

## التطبيقات
للديوتيريوم عدد من الاستخدامات التجارية والعلمية. وتشمل هذه:

### المفاعلات النووية

الديوتيريوم المؤين في مفاعل الصهر يعطي توهجه المميز باللون الأحمر الوردي

يستخدم الديوتيريوم في مفاعلات الانشطار المعتدل بالماء الثقيل، عادةً في صورة سائل D 2 O، لإبطاء النيوترونات دون امتصاص النيوترون العالي للهيدروجين العادي. هذا استخدام تجاري شائع لكميات أكبر من الديوتيريوم.
في مفاعلات البحث، يستخدم السائل D 2 في المصادر الباردة لتعديل النيوترونات إلى طاقات منخفضة جدًا وأطوال موجية مناسبة لتجارب التشتت.
من الناحية التجريبية، يعتبر الديوتيريوم هو النيوكليدات الأكثر شيوعًا المستخدمة في تصميمات مفاعل الاندماج النووي، خاصةً مع التريتيوم، بسبب معدل التفاعل الكبير (أو المقطع العرضي النووي) وعائد الطاقة العالي لتفاعل D-T. هناك عائد أعلى تفاعل الاندماج D-3He، على الرغم من أن نقطة التعادل من D-3He أعلى من معظم تفاعلات الاندماج الأخرى؛ مع ندرة 3He، هذا يجعله غير قابل للتصديق كمصدر عملي للطاقة حتى يتم إجراء تفاعلات اندماج D-T و D-D على الأقل على نطاق تجاري. الاندماج النووي التجاري ليس بعد تقنية بارعة.
مطيافية الرنين المغناطيسي النووي

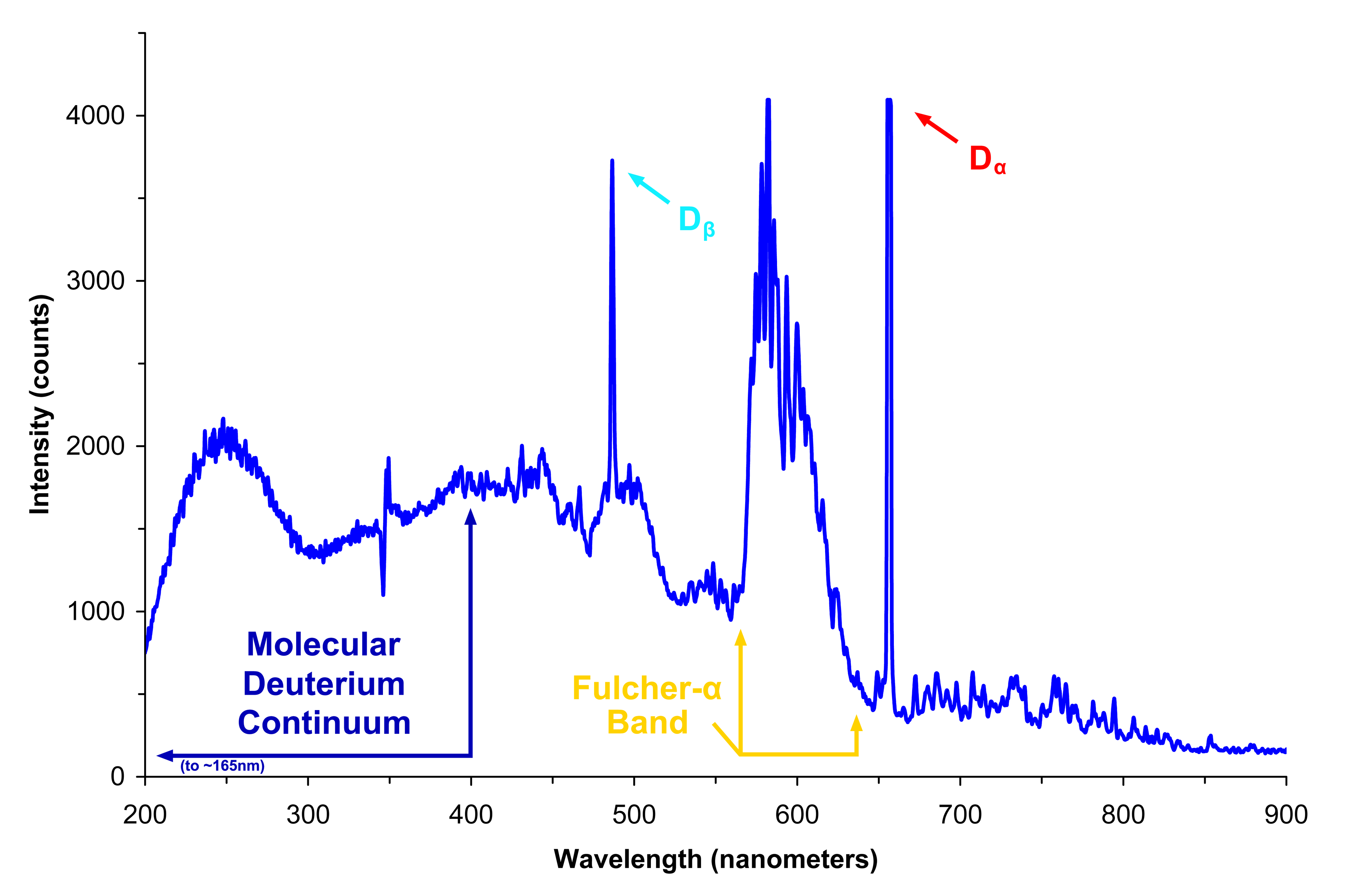
طيف الانبعاث لمصباح قوس الديوتيريوم فوق البنفسجي

يستخدم الديوتيريوم بشكل شائع في التحليل الطيفي بالرنين المغناطيسي النووي للهيدروجين (البروتون NMR) بالطريقة التالية. تتطلب الرنين المغناطيسي النووي عادة أن يتم تحليل المركبات ذات الأهمية على أنها مذابة في المحلول. نظرًا لخصائص الدوران النووية للديوتيريوم والتي تختلف عن الهيدروجين الخفيف الموجود عادةً في الجزيئات العضوية، فإن أطياف الرنين المغناطيسي النووي للهيدروجين / البروتيوم قابلة للتمييز بدرجة كبيرة عن أطياف الديوتيريوم، ومن الناحية العملية، لا يمكن «رؤية» الديوتيريوم بواسطة جهاز الرنين المغناطيسي النووي المضبوط من أجل الهيدروجين الخفيف . يتم استخدام المذيبات المزالة (بما في ذلك الماء الثقيل، ولكن أيضًا المركبات مثل الكلوروفورم المذاب، CDCl 3) بشكل روتيني في التحليل الطيفي بالرنين المغناطيسي النووي، من أجل السماح فقط بقياس أطياف الهيدروجين الخفيف للمركب محل الاهتمام، دون تدخل إشارة المذيبات.
يمكن أيضًا استخدام التحليل الطيفي بالرنين المغناطيسي النووي للحصول على معلومات حول بيئة الديوترون في عينات ذات علامات نظيرية (Deuterium NMR). على سبيل المثال، يمكن قياس المرونة في الذيل، وهي سلسلة هيدروكربونية طويلة، في جزيئات الدهون التي تحمل علامة الديوتيريوم باستخدام الحالة الصلبة للديوتيريوم NMR.
تعتبر أطياف الديوتيريوم NMR مفيدة بشكل خاص في الحالة الصلبة بسبب عزمها الرباعي الصغير نسبيًا مقارنةً بنواة رباعية الأقطاب الأكبر مثل الكلور -35، على سبيل المثال.

### اقتفاء أثر
في الكيمياء والكيمياء الحيوية والعلوم البيئية، يتم استخدام الديوتيريوم كمتتبع نظائر غير مشع ومستقر، على سبيل المثال، في اختبار الماء المسمى بشكل مزدوج. في التفاعلات الكيميائية ومسارات التمثيل الغذائي، يتصرف الديوتيريوم بشكل مشابه إلى حد ما للهيدروجين العادي (مع بعض الاختلافات الكيميائية، كما لوحظ). يمكن تمييزه بسهولة عن الهيدروجين العادي من خلال كتلته، باستخدام مطياف الكتلة أو مطياف الأشعة تحت الحمراء. يمكن عن الديوتيريوم التي كتبها الفيمتو ثانية الأشعة تحت الحمراء الطيفي، لأن الفرق كتلة يؤثر بشكل كبير وتيرة الاهتزازات الجزيئية. توجد اهتزازات رابطة الديوتيريوم والكربون في مناطق طيفية خالية من الإشارات الأخرى.
تعتبر قياسات الاختلافات الصغيرة في الوفرة الطبيعية للديوتيريوم، جنبًا إلى جنب مع نظائر الأكسجين الثقيل المستقرة 17 O و 18 O، ذات أهمية في الهيدرولوجيا، لتتبع الأصل الجغرافي لمياه الأرض. يتم إثراء النظائر الثقيلة للهيدروجين والأكسجين في مياه الأمطار (ما يسمى بالمياه النيزكية) كدالة لدرجة الحرارة البيئية للمنطقة التي يسقط فيها هطول الأمطار (وبالتالي يرتبط التخصيب بمتوسط خط العرض). الإثراء النسبي للنظائر الثقيلة في مياه الأمطار (على النحو المشار إليه يعني مياه المحيط)، عند رسمها مقابل انخفاض درجات الحرارة بشكل متوقع على طول خط يسمى خط المياه النيزكية العالمي (GMWL). تسمح هذه المؤامرة بتحديد عينات من المياه الناتجة عن هطول الأمطار جنبًا إلى جنب مع المعلومات العامة حول المناخ الذي نشأت فيه. كما أن العمليات التبخرية والعمليات الأخرى في المسطحات المائية، وكذلك عمليات المياه الجوفية، تغير بشكل تفاضلي نسب الهيدروجين الثقيل ونظائر الأكسجين في المياه العذبة والمالحة، بطرق مميزة وغالبًا ما تكون مميزة إقليمياً. عادة ما يشار إلى نسبة التركيز من 2 H إلى 1 H بالدلتا مثل δ 2 H ويتم رسم الأنماط الجغرافية لهذه القيم في خرائط يطلق عليها اسم isoscapes. يتم دمج النظائر المستقرة في النباتات والحيوانات ويمكن أن يساعد تحليل النسب في الطيور أو الحشرات المهاجرة في اقتراح دليل تقريبي لأصولها.

### خصائص التباين
تستفيد تقنيات نثر النيوترونات بشكل خاص من توافر العينات المتحللة: المقاطع العرضية H و D مميزة جدًا ومختلفة في الإشارة، مما يسمح باختلاف التباين في مثل هذه التجارب. علاوة على ذلك، فإن مشكلة الإزعاج للهيدروجين العادي هي المقطع العرضي النيوتروني الكبير غير المترابط، وهو لا شيء بالنسبة لـ D. وبالتالي يقلل استبدال ذرات الديوتيريوم بذرات الهيدروجين من ضوضاء التشتت.
يعتبر الهيدروجين مكونًا مهمًا ورئيسيًا في جميع مواد الكيمياء العضوية وعلوم الحياة، لكنه بالكاد يتفاعل مع الأشعة السينية. نظرًا لأن الهيدروجين (والديوتيريوم) يتفاعلان بقوة مع النيوترونات، فإن تقنيات تشتت النيوترونات، جنبًا إلى جنب مع مرفق التكسير الحديث،  تملأ مكانًا متميزًا في العديد من دراسات الجزيئات الكبيرة في علم الأحياء والعديد من المجالات الأخرى.

### أسلحة نووية
تمت مناقشة هذا أدناه. من الجدير بالذكر أنه على الرغم من أن معظم النجوم، بما في ذلك الشمس، تولد الطاقة على مدار معظم حياتها عن طريق دمج الهيدروجين في عناصر أثقل، فإن هذا الاندماج للهيدروجين الخفيف (البروتيوم) لم ينجح أبدًا في الظروف التي يمكن تحقيقها على الأرض. وبالتالي، فإن كل الاندماج الاصطناعي، بما في ذلك اندماج الهيدروجين الذي يحدث فيما يسمى بالقنابل الهيدروجينية، يتطلب الهيدروجين الثقيل (إما التريتيوم أو الديوتيريوم، أو كليهما) حتى تعمل العملية.

### الأدوية (العقار)
الدواء المزيل للعقار هو منتج طبي جزيء صغير يتم فيه استبدال ذرة أو أكثر من ذرات الهيدروجين الموجودة في جزيء الدواء بالديوتيريوم. بسبب تأثير النظائر الحركية، قد يكون للأدوية المحتوية على الديوتيريوم معدلات أقل من التمثيل الغذائي، وبالتالي عمر نصف أطول. في عام 2017، أصبح deutetrabenazine أول دواء منزوع الداء يحصل على موافقة إدارة الغذاء والدواء.

### المغذيات الأساسية المقواة
يمكن استخدام الديوتيريوم لتعزيز روابط CH المعرضة للأكسدة ضمن العناصر الغذائية الأساسية أو الأساسية المشروطة،  مثل بعض الأحماض الأمينية، أو الأحماض الدهنية المتعددة غير المشبعة (PUFA)، مما يجعلها أكثر مقاومة للأضرار التأكسدية. الأحماض الدهنية المتعددة غير المشبعة المزالة، مثل حمض اللينوليك، تبطئ التفاعل المتسلسل لبيروكسيد الدهون الذي يتلف الخلايا الحية. إيثيل الإيثيل المذاب لحمض اللينوليك (RT001)، الذي طورته شركة Retrotope، يخضع لتجربة استخدام رحيمة في ضمور المحور العصبي الطفلي وقد أكمل بنجاح تجربة المرحلة الأولى / الثانية في رنح فريدريك.

### ثبات حراري
يمكن تثبيت اللقاحات الحية، مثل لقاح فيروس شلل الأطفال الفموي، عن طريق الديوتيريوم، إما بمفرده أو بالاشتراك مع مثبتات أخرى مثل MgCl 2.

### تباطؤ التذبذبات اليومية
لقد ثبت أن الديوتيريوم يطيل فترة تذبذب الساعة اليومية عند تناول الجرذان والهامستر وGonyaulax dinoflagellates. في الجرذان، يعطل تناول 25٪ D 2 O المزمن إيقاع الساعة البيولوجية عن طريق إطالة الفترة اليومية للنظم فوق التصالبية التي تعتمد على الإيقاعات في منطقة ما تحت المهاد في الدماغ. تدعم التجارب التي أُجريت على الهامستر أيضًا النظرية القائلة بأن الديوتيريوم يعمل مباشرةً على النواة فوق التصالبية لإطالة فترة الجري الحر.

## قديماً

### الاشتباه في نظائر العنصر الأخف
تم الاشتباه في وجود نظائر غير مشعة لعناصر أخف في دراسات النيون في وقت مبكر من عام 1913، وثبت ذلك من خلال مطياف الكتلة لعناصر الضوء في عام 1920. كانت النظرية السائدة في ذلك الوقت هي أن نظائر العنصر تختلف عن طريق وجود بروتونات إضافية في النواة مصحوبة بعدد متساوٍ من الإلكترونات النووية . في هذه النظرية، تحتوي نواة الديوتيريوم بكتلة اثنين وشحنة واحدة على بروتونين وإلكترون نووي واحد. ومع ذلك، كان من المتوقع أن يكون عنصر الهيدروجين بمتوسط كتلة ذرية مقيسة قريبًا جدًا من 1، الكتلة المعروفة للبروتون، دائمًا على نواة مكونة من بروتون واحد (جسيم معروف)، ولا يمكن أن تحتوي على بروتون ثانٍ. وهكذا، كان يُعتقد أن الهيدروجين لا يحتوي على نظائر ثقيلة.

### تم الكشف عن الديوتيريوم

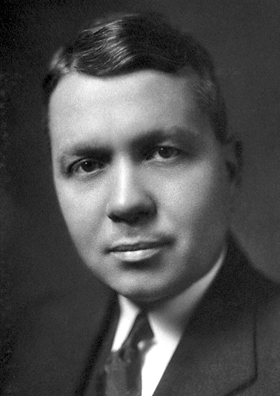
هارولد أوري، مكتشف الديوتيريوم

تم اكتشافه لأول مرة عن طريق التحليل الطيفي في أواخر عام 1931 من قبل هارولد أوري، الكيميائي في جامعة كولومبيا. قام المتعاون مع أوري، فرديناند بريكويد، بتقطير خمسة لترات من الهيدروجين السائل المنتج بالتبريد إلى 1 من السائل، باستخدام مختبر الفيزياء ذات درجة الحرارة المنخفضة الذي تم إنشاؤه مؤخرًا في المكتب الوطني للمعايير في واشنطن العاصمة (الآن المعهد الوطني للمعايير والتكنولوجيا). تم استخدام هذه التقنية سابقًا لعزل نظائر النيون الثقيلة. ركزت تقنية الغليان المبردة جزء من نظير الكتلة 2 للهيدروجين لدرجة جعلت تحديدها الطيفي واضحًا.

### تسمية النظير وجائزة نوبل
ابتكر أوري أسماء البروتيوم والديوتيريوم والتريتيوم في مقال نُشر عام 1934. يعتمد الاسم جزئيًا على نصيحة من GN Lewis الذي اقترح اسم "deutium". الاسم مشتق من الكلمة اليونانية deuteros («الثانية»)، وتسمى النواة "deuteron" أو "deuton". تم إعطاء النظائر والعناصر الجديدة تقليديًا الاسم الذي قرره مكتشفها. أراد بعض العلماء البريطانيين، مثل إرنست رذرفورد، أن يُطلق على النظير «دبلوجين»، من diploos اليونانية («مزدوج»)، وأن تسمى النواة «دبلون».
كانت الكمية المستنتج من الوفرة الطبيعية لهذا النظير الثقيل للهيدروجين صغيرة جدًا (حوالي ذرة واحدة فقط في 6400 ذرة هيدروجين في مياه المحيط (156 ديوتيريوم لكل مليون هيدروجين)) بحيث لم تؤثر بشكل ملحوظ على القياسات السابقة للكتلة الذرية للهيدروجين (المتوسط). هذا يفسر سبب عدم الاشتباه به تجريبياً من قبل. تمكن أوري من تركيز الماء لإظهار التخصيب الجزئي للديوتيريوم. أعد لويس العينات الأولى من الماء الثقيل النقي في عام 1933. كان اكتشاف الديوتيريوم، قبل اكتشاف النيوترون في عام 1932، بمثابة صدمة تجريبية للنظرية، ولكن عندما تم الإبلاغ عن النيوترون، مما جعل وجود الديوتيريوم أكثر قابلية للتفسير، حصل الديوتيريوم على أوري جائزة نوبل في الكيمياء عام 1934. شعر لويس بالمرارة بسبب تجاوزه لهذا الاعتراف الذي منحه لطالبه السابق.

### تجارب «الماء الثقيل» في الحرب العالمية الثانية
قبل الحرب بفترة وجيزة، نقل هانز فون هالبان ولو كوارسكي أبحاثهما حول الاعتدال النيوتروني من فرنسا إلى بريطانيا، حيث قاما بتهريب الإمداد العالمي الكامل من الماء الثقيل (الذي تم تصنيعه في النرويج) عبر ستة وعشرين براميل فولاذية.
خلال الحرب العالمية الثانية، عُرف عن ألمانيا النازية أنها تجري تجارب باستخدام الماء الثقيل كوسيط لتصميم مفاعل نووي. كانت مثل هذه التجارب مصدر قلق لأنها قد تسمح لها بإنتاج البلوتونيوم لصنع قنبلة ذرية. في النهاية أدى ذلك إلى عملية الحلفاء المسماة «التخريب النرويجي بالماء الثقيل»، والتي كان الغرض منها تدمير منشأة إنتاج / تخصيب فيمورك للديوتيريوم في النرويج. في ذلك الوقت، كان هذا يعتبر مهمًا للتقدم المحتمل للحرب.
بعد انتهاء الحرب العالمية الثانية، اكتشف الحلفاء أن ألمانيا لم تبذل الكثير من الجهد الجاد في البرنامج كما كان يُعتقد سابقًا. لم يتمكنوا من الحفاظ على سلسلة من ردود الفعل. كان الألمان قد أكملوا فقط مفاعلًا تجريبيًا صغيرًا تم بناؤه جزئيًا (كان مخفيًا). بحلول نهاية الحرب، لم يكن لدى الألمان حتى خمس كمية الماء الثقيل اللازمة لتشغيل المفاعل،  جزئيًا بسبب عملية تخريب المياه الثقيلة النرويجية. ومع ذلك، حتى لو نجح الألمان في تشغيل مفاعل (كما فعلت الولايات المتحدة مع مفاعل الجرافيت في أواخر عام 1942)، فإنهم كانوا لا يزالون على بعد عدة سنوات على الأقل من تطوير القنبلة الذرية بأقصى جهد. تطلبت العملية الهندسية، حتى مع بذل أقصى جهد وتمويل، حوالي عامين ونصف (من أول مفاعل حرج إلى القنبلة) في كل من الولايات المتحدة والاتحاد السوفيتي، على سبيل المثال.

### في الأسلحة النووية الحرارية

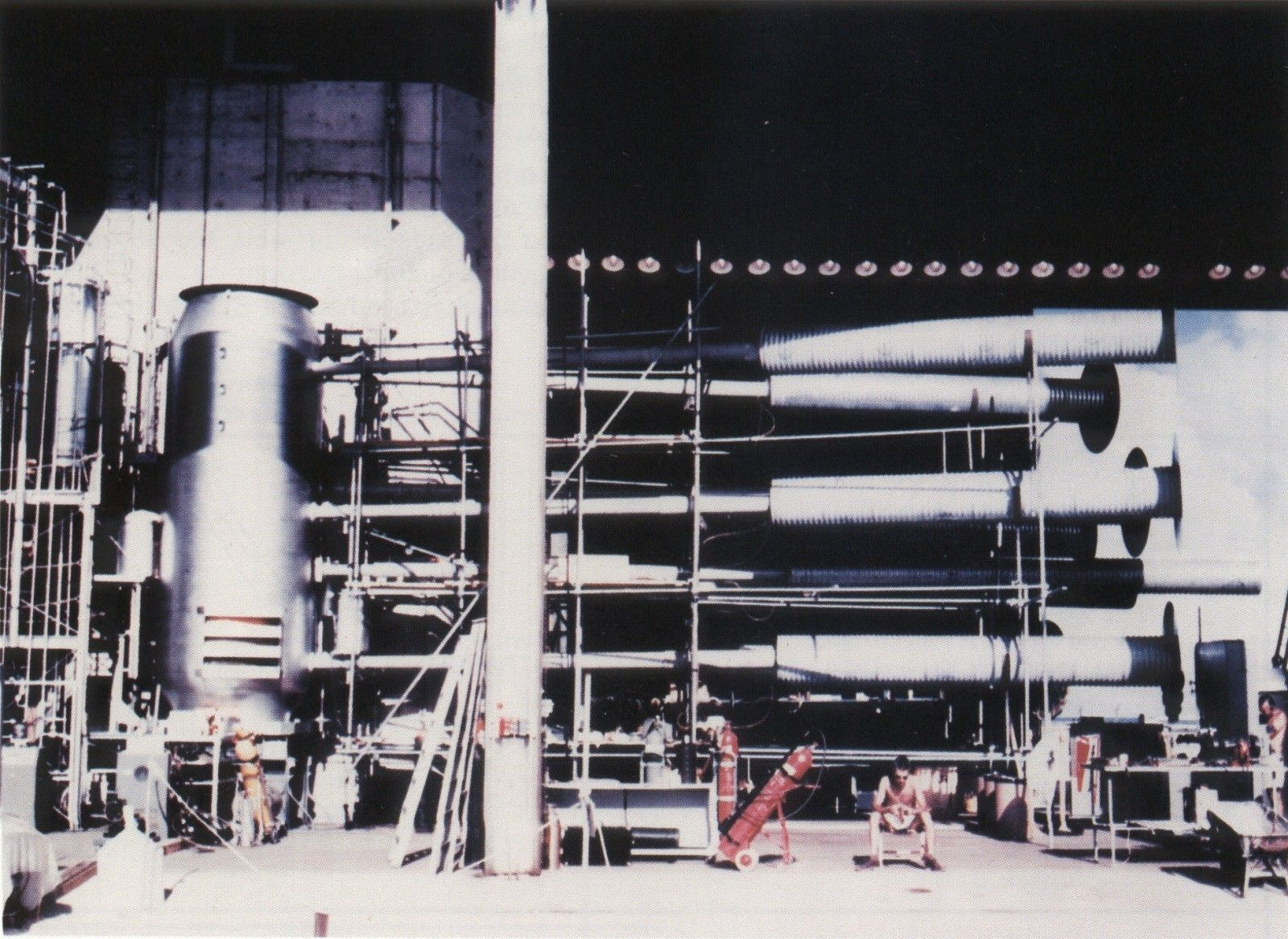
غلاف الجهاز "السجق" لقنبلة Ivy Mike H، متصل بالأجهزة والمعدات المبردة. القنبلة التي يبلغ طولها 20 قدمًا تحتوي على قارورة ديوار مبردة تتسع لـ 160 كجم من الديوتيريوم السائل.

كانت قنبلة Ivy Mike التي يبلغ وزنها 62 طنًا والتي صنعتها الولايات المتحدة وانفجرت في 1 نوفمبر 1952، أول «قنبلة هيدروجينية» ناجحة تمامًا (قنبلة نووية حرارية). في هذا السياق، كانت القنبلة الأولى التي أتت معظم الطاقة المنبعثة فيها من مراحل التفاعل النووي التي أعقبت مرحلة الانشطار النووي الأولي للقنبلة الذرية. كانت قنبلة Ivy Mike عبارة عن مبنى يشبه المصنع، وليس سلاحًا قابلاً للتوصيل في وسطها، يوجد دورق مفرغ أسطواني كبير الحجم أو منظم تبريد يحتوي على سائل ديتريوم مبرد بحجم حوالي 1000 لتر (كتلته 160 كجم، إذا كان هذا الحجم ممتلئًا تمامًا). بعد ذلك، تم استخدام قنبلة ذرية تقليدية («أولية») في أحد طرفي القنبلة لتهيئة ظروف درجة الحرارة والضغط الشديدين اللازمين لإطلاق التفاعل النووي الحراري.
في غضون سنوات قليلة، تم تطوير ما يسمى بالقنابل الهيدروجينية «الجافة» التي لا تحتاج إلى الهيدروجين المبرد. تشير المعلومات الصادرة إلى أن جميع الأسلحة النووية الحرارية التي تم بناؤها منذ ذلك الحين تحتوي على مركبات كيميائية من الديوتيريوم والليثيوم في مراحلها الثانوية. المادة التي تحتوي على الديوتيريوم هي في الغالب ديوتريد الليثيوم، حيث يتكون الليثيوم من نظير الليثيوم -6. عندما يتم قصف الليثيوم -6 بالنيوترونات السريعة من القنبلة الذرية، يتم إنتاج التريتيوم (هيدروجين -3)، ثم ينخرط الديوتيريوم والتريتيوم بسرعة في اندماج نووي حراري، ويطلقان طاقة وفيرة، وهليوم -4، وحتى المزيد من النيوترونات الحرة.

### البحث الحديث
في أغسطس 2018، أعلن العلماء عن تحويل الديوتيريوم الغازي إلى شكل معدني سائل. قد يساعد هذا الباحثين على فهم الكواكب الغازية العملاقة بشكل أفضل، مثل كوكب المشتري وزحل والكواكب الخارجية ذات الصلة، حيث يُعتقد أن هذه الكواكب تحتوي على من الهيدروجين المعدني السائل، والذي قد يكون مسؤولاً عن الحقول المغناطيسية القوية المرصودة.

## بيانات الديوتيريوم العنصري
الصيغة: D2 أو 2H12
- الكثافة: 0.180 عند STP (0، 101.325).
- الوزن الذري: 2.0141017926 .
- متوسط الوفرة في مياه المحيط (من VSMOW) 155.76 ± 0.1 جزء في المليون (نسبة جزء واحد لكل 6420 جزءًا تقريبًا)، أي حوالي 0.015 من الذرات في العينة (بالعدد وليس الوزن)

البيانات في حوالي 18 لـ D 2 (نقطة ثلاثية):
- كثافة:
  - سائل: 162.4
  - الغاز: 0.452
- اللزوجة: 12.6 عند 300 (المرحلة الغازية)
- السعة الحرارية النوعية عند ضغط ثابت ج ع :
  - صلب: 2950
  - الغاز:
  - 5200

## أنتيديوتيريوم
أنتيديوتيريوم هو المادة المضادة نظيره نواة الديوتيريوم، تتكون من البروتون المضاد ومضاد النترون. تم إنتاج مضاد اللوتيرون لأول مرة في عام 1965 في البروتون السنكروترون في سيرن  والسنكروترون بالتناوب في مختبر بروكهافن الوطني. سيطلق على الذرة الكاملة، مع البوزيترون الذي يدور حول النواة، أنتيديوتيريوم، ولكن اعتبارًا من 2019 لم يتم إنشاء أنتيديوتيريوم. الرمز المقترح ل أنتيديوتيريوم هو D_ 

## روابط خارجية
- مركز البيانات النووية في KAERI
- "Annotated bibliography for deuterium". ALSOS: The Digital Library for Nuclear Issues. مؤرشف من الأصل في 2010-05-05. اطلع عليه بتاريخ 2019-11-26.
- Mullins، Justin (27 أبريل 2005). "Desktop nuclear fusion demonstrated". New Scientist. مؤرشف من الأصل في 2020-08-13.
- Lloyd، Robin (21 أغسطس 2006). "Missing Gas Found in Milky Way". Space.com. مؤرشف من الأصل في 2020-08-03.